# Teodorico I de Austrasia
Teodorico I (en francés: Thierry Ier; en alemán: Theuderich I.; en fráncico (reconstruido):*Þeodarīk; c. 485-534) fue rey merovingio de Metz o Reims entre 511 y 534, gobernante de la parte oriental del territorio franco, conocida como Austrasia.
Teodorico era hijo bastardo primogénito del rey franco Clodoveo I y de una princesa ripuaria, posiblemente Evochildis de Colonia. Se desconoce la fecha exacta de su nacimiento, que pudo ser hacia 485. 
A la muerte de su padre en 511, el reino queda dividido entre los cuatro hijos de Clodoveo I: Teodorico, Clodomiro, Childeberto y Clotario. Como hijo primogénito de Clodoveo, Teodorico salió beneficiado en el reparto quedando con la mitad del reino, mientras sus tres hermanos se repartieron la otra mitad.
Teodorico recibió la siguiente herencia territorial:
- el Reino de Metz, que comprendía asimismo Reims, el país de los francos ripuarios. Este era el antiguo reino de Colonia. Controlaba la ribera derecha del río Rin y a sus vecinos los alamanes.
- el valle del río Mosela.
- el territorio que formaría la futura región de Champaña.
- la región de Auvernia que había conquistado para su padre en 507.

Teodorico se casó en 511 con la princesa visigoda Eustere (c. 494-521), hija de Alarico II. Tuvo un hijo de este matrimonio, el futuro Teodeberto I. En 522, tras morir su primera mujer, contrajo matrimonio en segundas nupcias con la princesa burgundia Suavegota, hija del rey Segismundo con la que tendría una hija, Teodequilda.
Entre 523 y 524 a instigación de Clotilde, la viuda de Clodoveo, sus tres hijos y en ese momento, reyes francos, se unieron en una expedición conjunta contra los burgundios, que se conoce con el nombre de Guerra de Burgundia. En principio, Teodorico no participó en dicha expedición, ya que era yerno de Segismundo. En 524 se unió, sin embargo, a la segunda expedición contra los burgundios y participó en la Batalla de Vézeronce, en la que moriría su hermanastro Clodomiro, rey de Orleans. Teodorico se haría con parte de su herencia, incorporando en 524 el Berry, Auxerrois y Sénonais a su reino.
En 526 sofocó una revuelta en Auvernia saqueando la región. Turingia fue anexionada a su reino en 531.
Murió el año 534, dejando el reino a su hijo Teodeberto I.